# سباستین کانتینی
سباستین کانتینی (انگلیسی: Sébastien Cantini؛ زادهٔ ۳۱ ژوئیهٔ ۱۹۸۷) بازیکن فوتبال اهل فرانسه است.
از باشگاه‌هایی که در آن بازی کرده‌است می‌توان به باشگاه فوتبال ونس، باشگاه فوتبال پاریس، و باشگاه فوتبال سدان اشاره کرد.